# Packwood (Washington)
Pour les articles homonymes, voir Packwood.
Packwood  est une census-designated place américaine de l'État de Washington dans le comté de Lewis. 
La population était de 319 habitants en 2020.